# Postimpresjonizm
Postimpresjonizm (tzn. sztuka po impresjonizmie) – terminem tym określa się różne zjawiska w sztuce francuskiej na przełomie XIX i XX wieku, wywodzące się z impresjonizmu, ale w dużej mierze odrzucające go. Ramy czasowe określa się też bardziej precyzyjnie jako czas od ostatniej wystawy impresjonistów w 1886 roku do pierwszej wystawy fowistów w 1905 roku.
Postimpresjoniści kontynuowali kolorystyczne poszukiwania, a zarazem odrzucili wiele zasad pierwotnego impresjonizmu. Starali się uwolnić obraz od naśladownictwa natury, czyli koncepcji mimesis, kładli nacisk na autonomiczność dzieła malarskiego. Dla wielu artystów postimpresjonizm był punktem wyjściowym w dążeniu do własnego stylu.
Wybitni przedstawiciele tego nurtu to Vincent van Gogh, Paul Gauguin, Paul Cézanne i Henri Toulouse-Lautrec. Z nurtem tym wiąże się twórczość takich grup malarzy jak neoimpresjoniści, nabiści, szkoła z Pont-Aven. W Polsce terminem postimpresjonizmu określa się kierunki kolorystyczne w malarstwie, zwłaszcza twórczość grupy kapistów.

## Galeria dzieł głównych przedstawicieli postimpresjonizmu

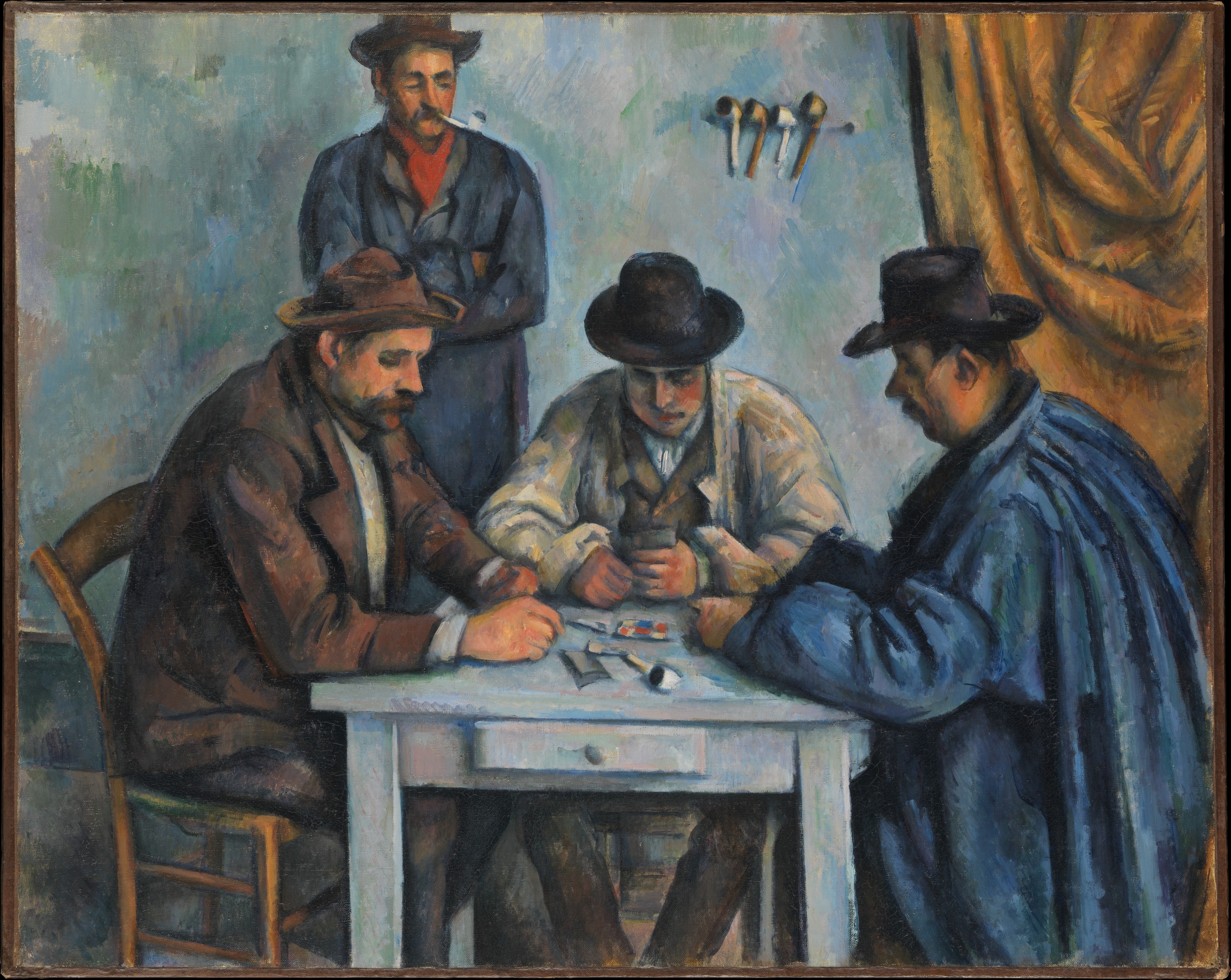
Gracze w karty (Paul Cézanne, Metropolitan Museum of Art, ok. 1891)
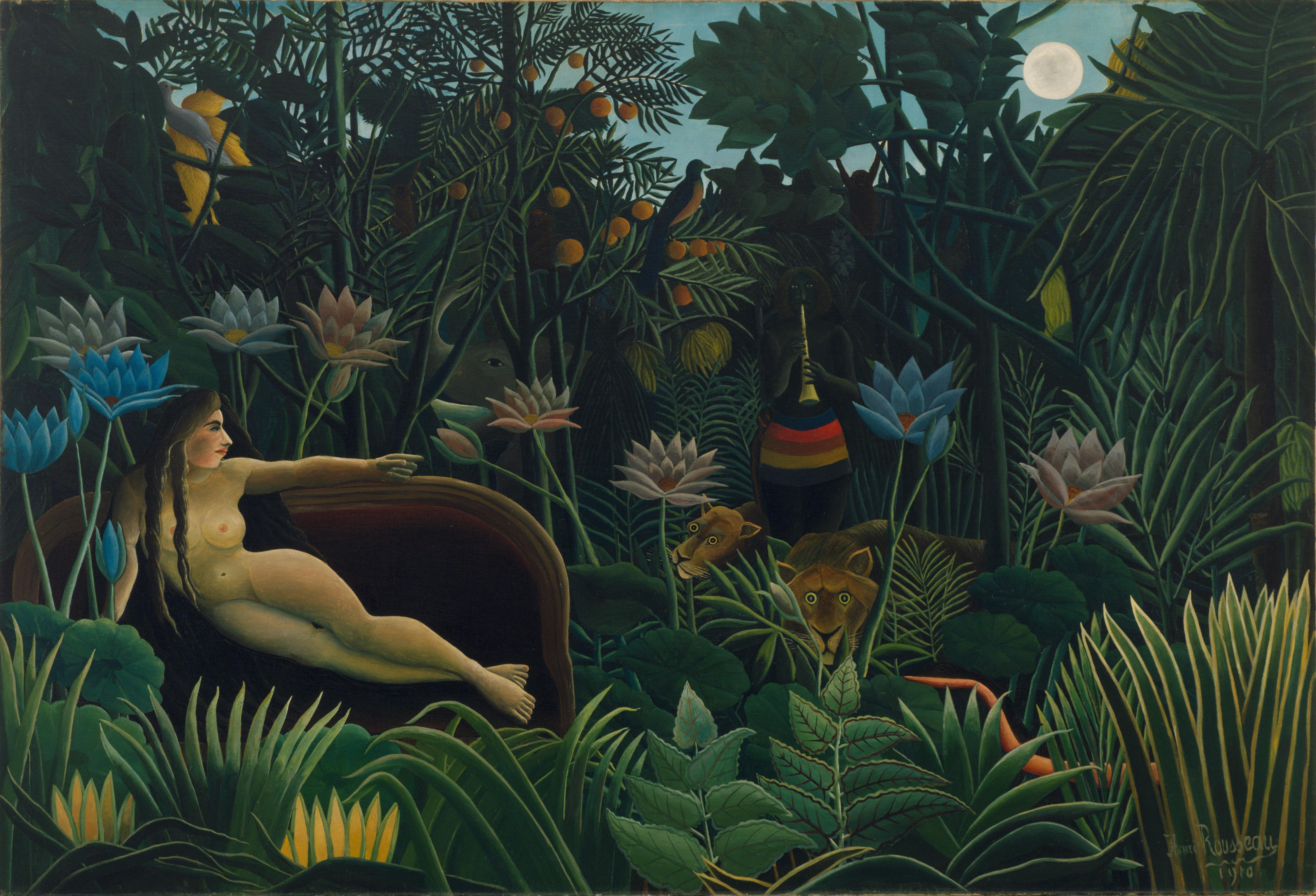
Sen (Henri Rousseau, MoMA, 1910)
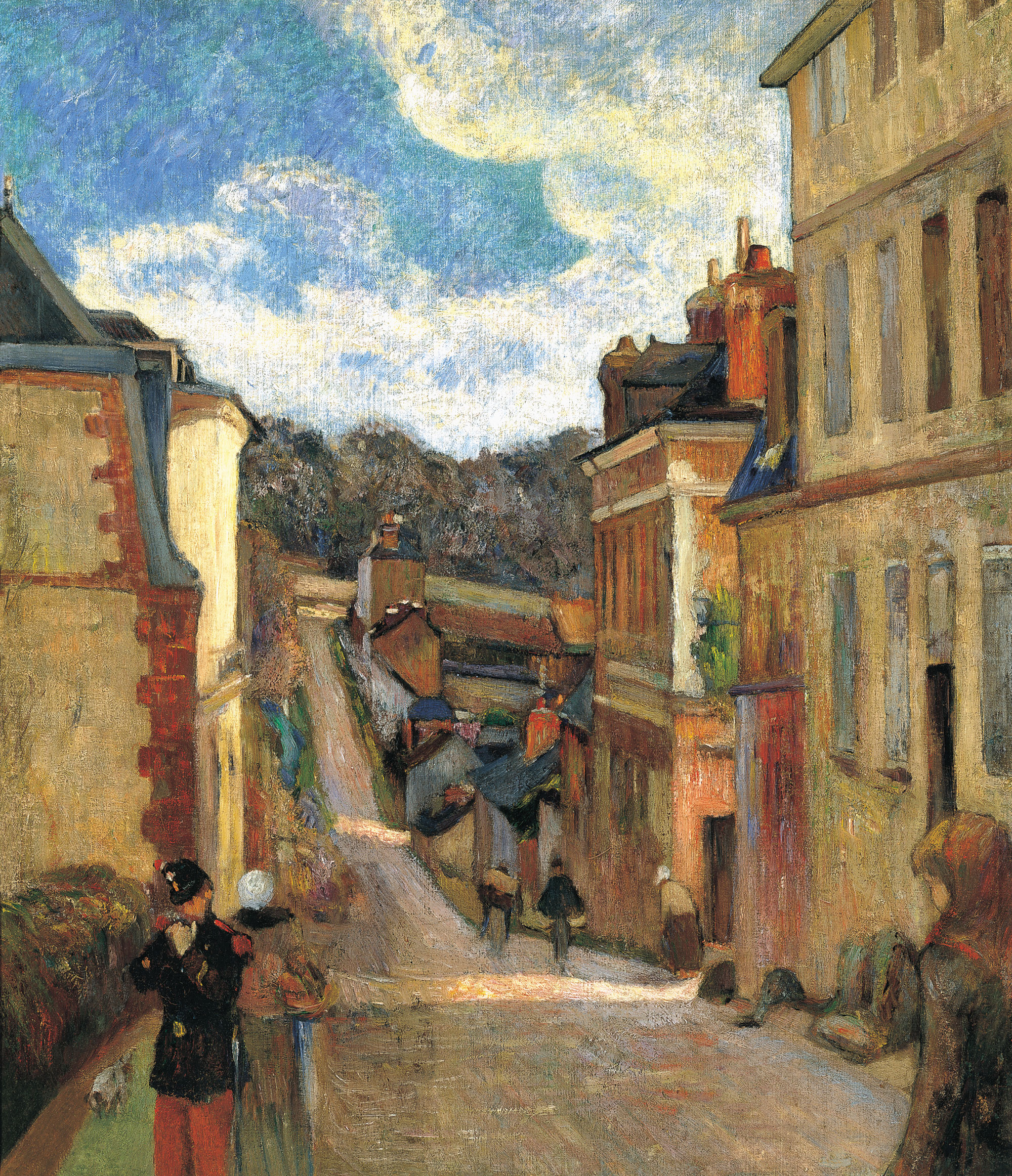
La rue Jouvenet à Rouen (Paul Gauguin, Muzeum Thyssen-Bornemisza, 1884)
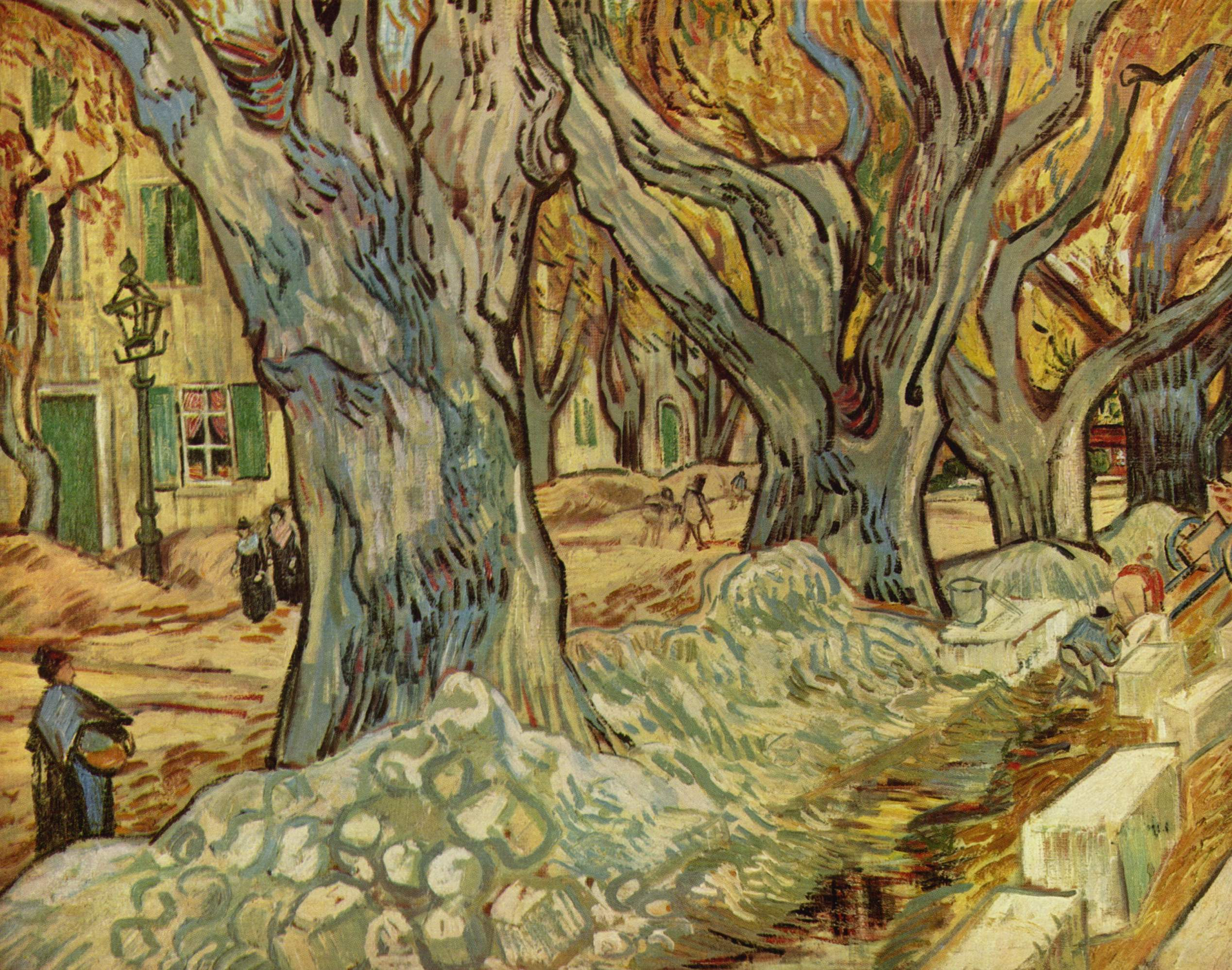
De grote platanen (Vincent van Gogh, Cleveland Museum of Art, 1889)
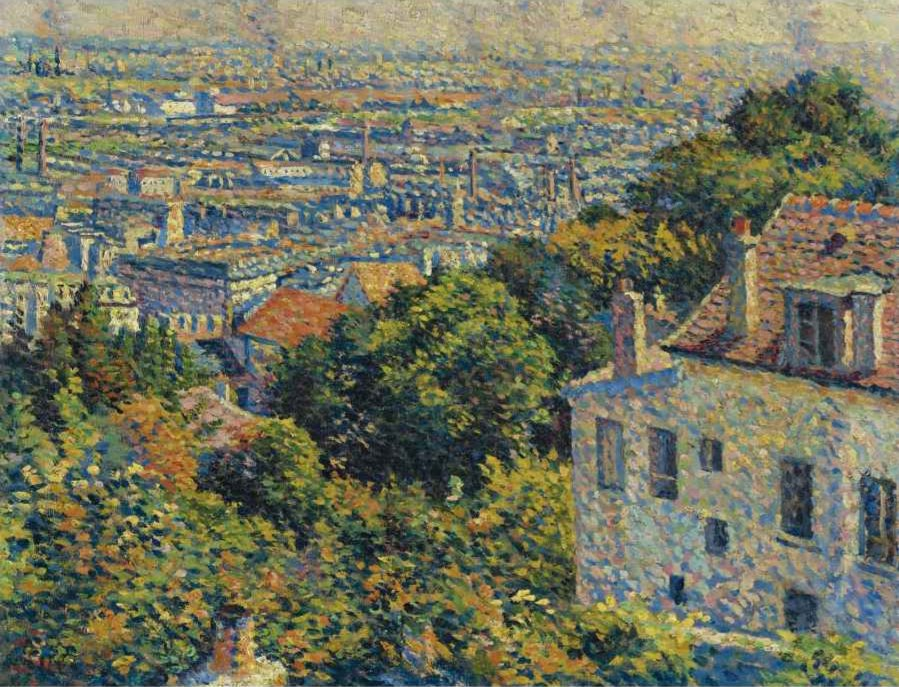
Montmartre, de la rue Cortot, vue vers Saint-Denis (Maximilien Luce, ok. 1900)
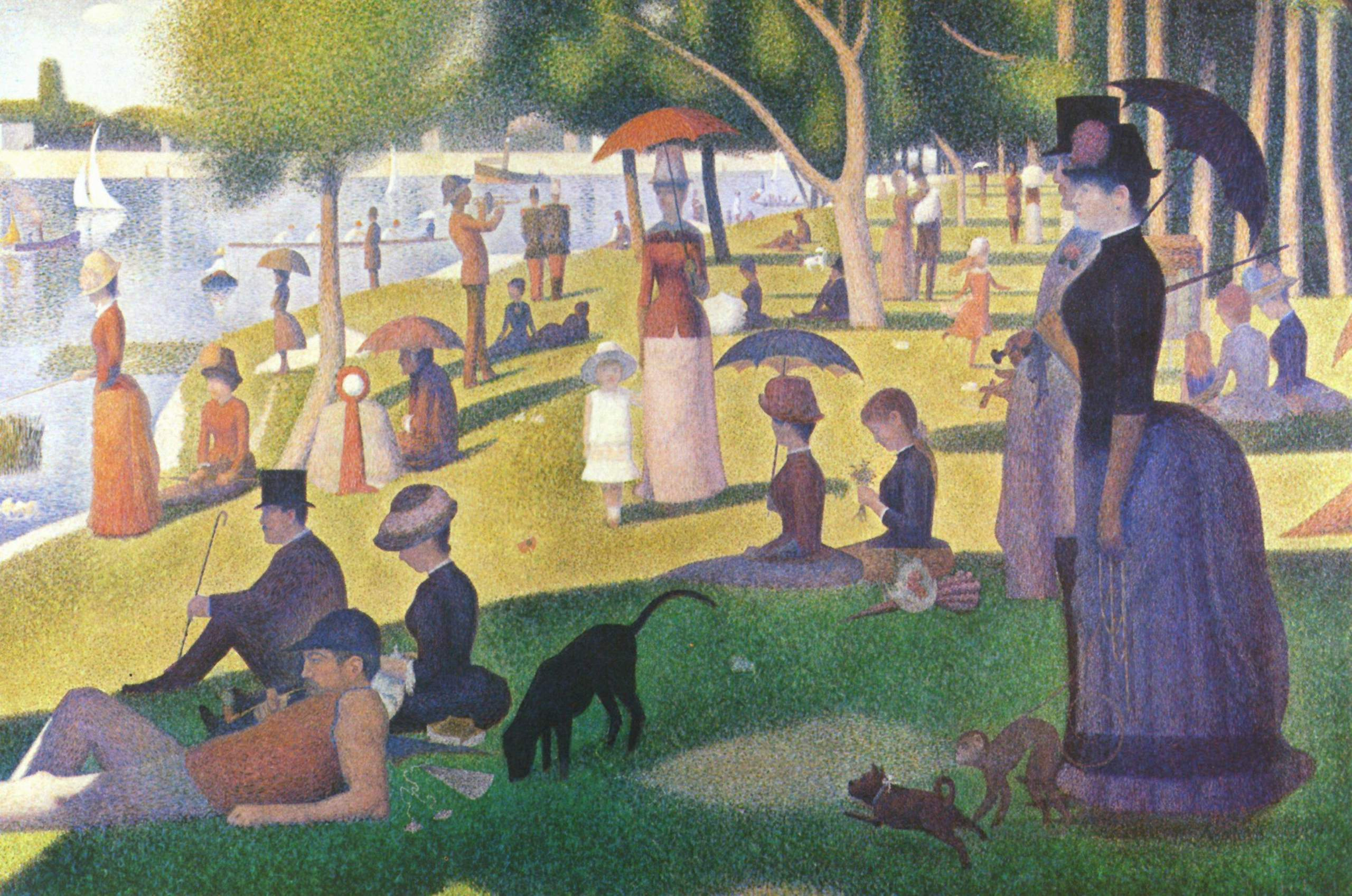
Niedzielne popołudnie na wyspie Grande Jatte (Georges Seurat, Art Institute of Chicago, 1884–1886)
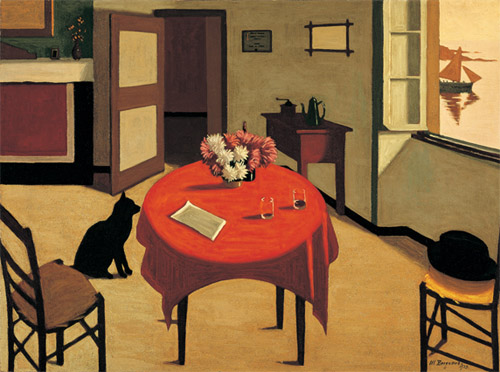
Intérieur aux deux verres (Marius Borgeaud, Musée cantonal des beaux-arts de Lausanne, 1923)
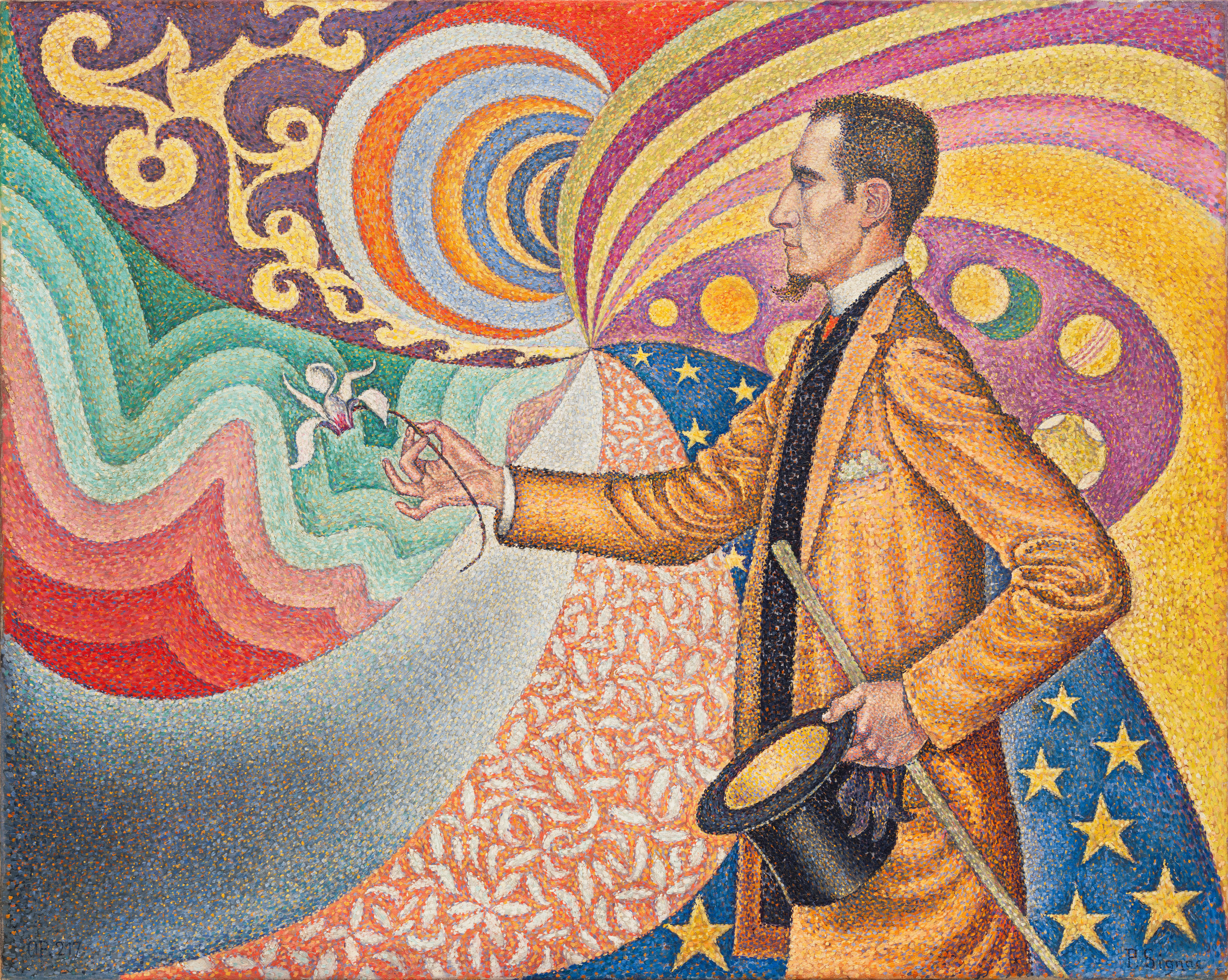
Opus 217. Sur l’émail d’un fond rythmique de mesures et d’angles, de tons et de teintes, Portrait de M. Félix Fénéon en 1890 (Paul Signac, MoMA, 1890)
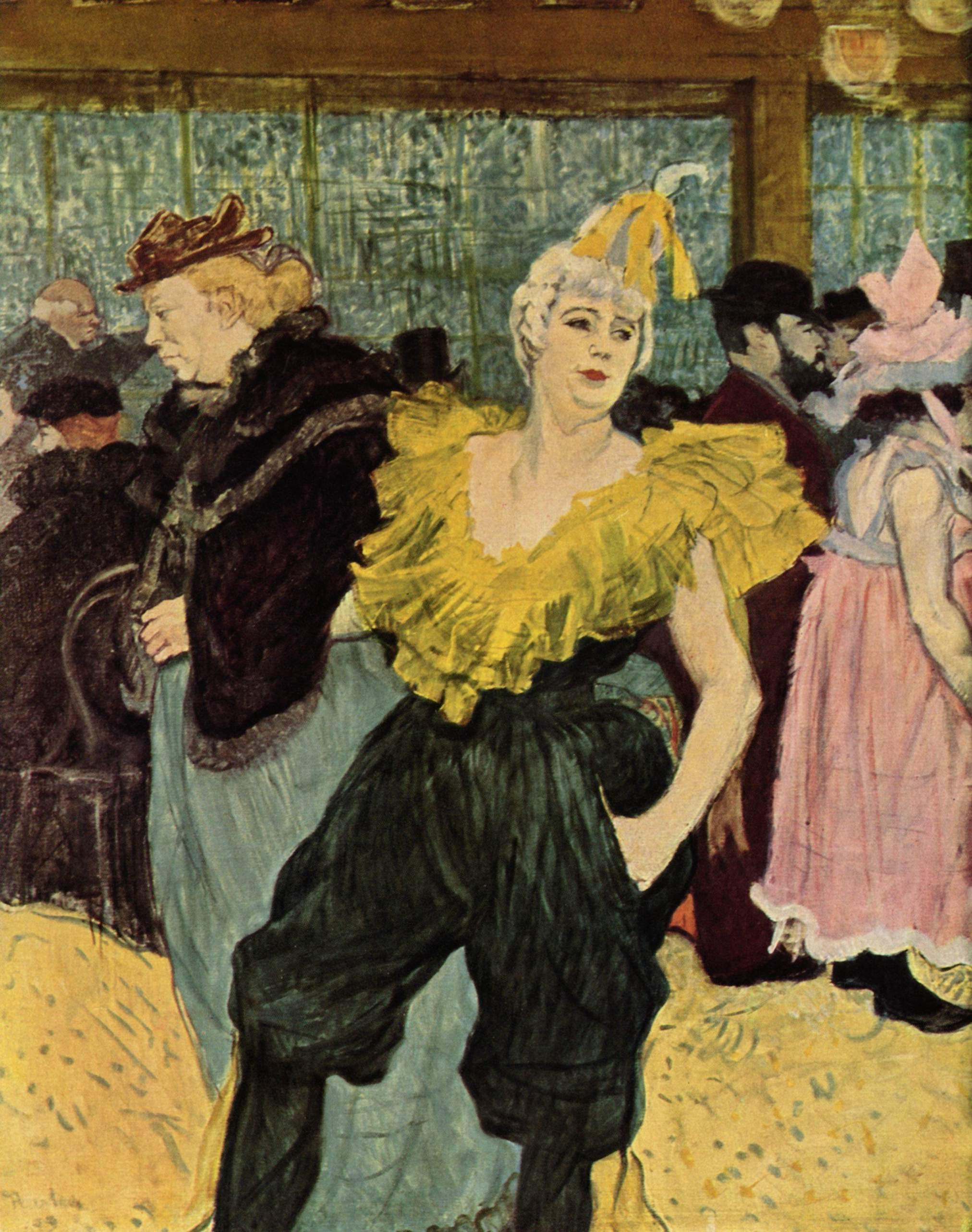
La clownesse Cha-U-Kao au Moulin Rouge (Henri de Toulouse-Lautrec, Museum Oskar Reinhart am Römerholz, 1895)
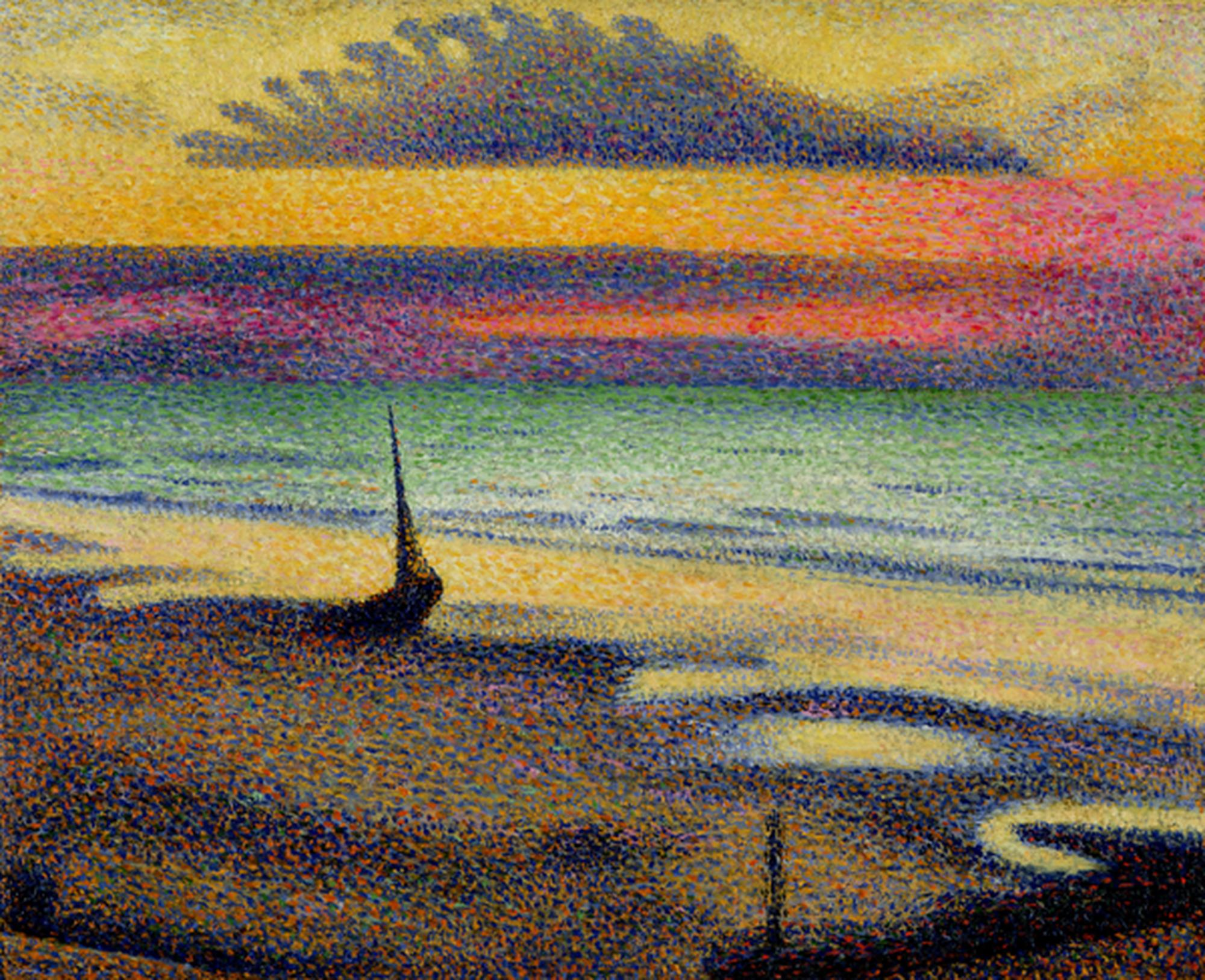
Plage à Heist (Georges Lemmen, Musée d’Orsay, 1891)
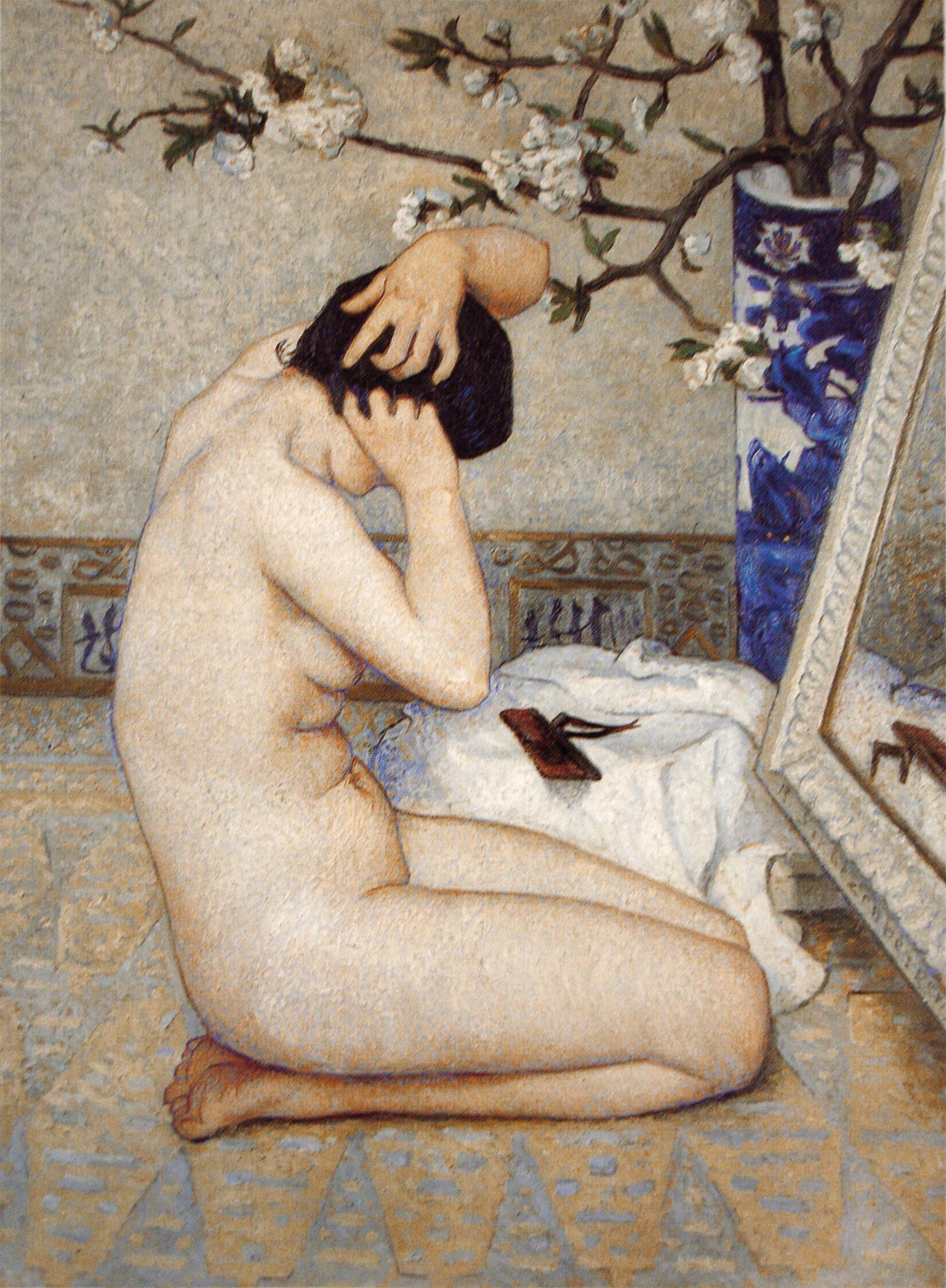
La Coiffure (René Schützenberger, Musée d’Orsay, 1911)
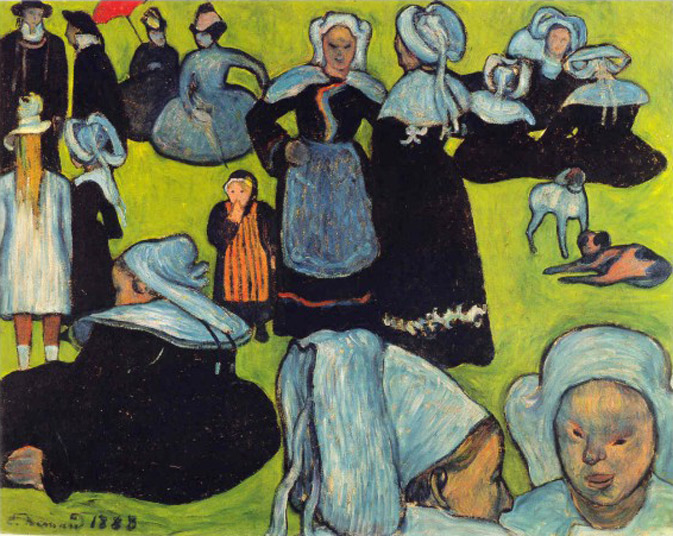
Le Pardon de Pont-Aven (Émile Bernard, La Collection d’art de la Ville de Lausanne, 1888)
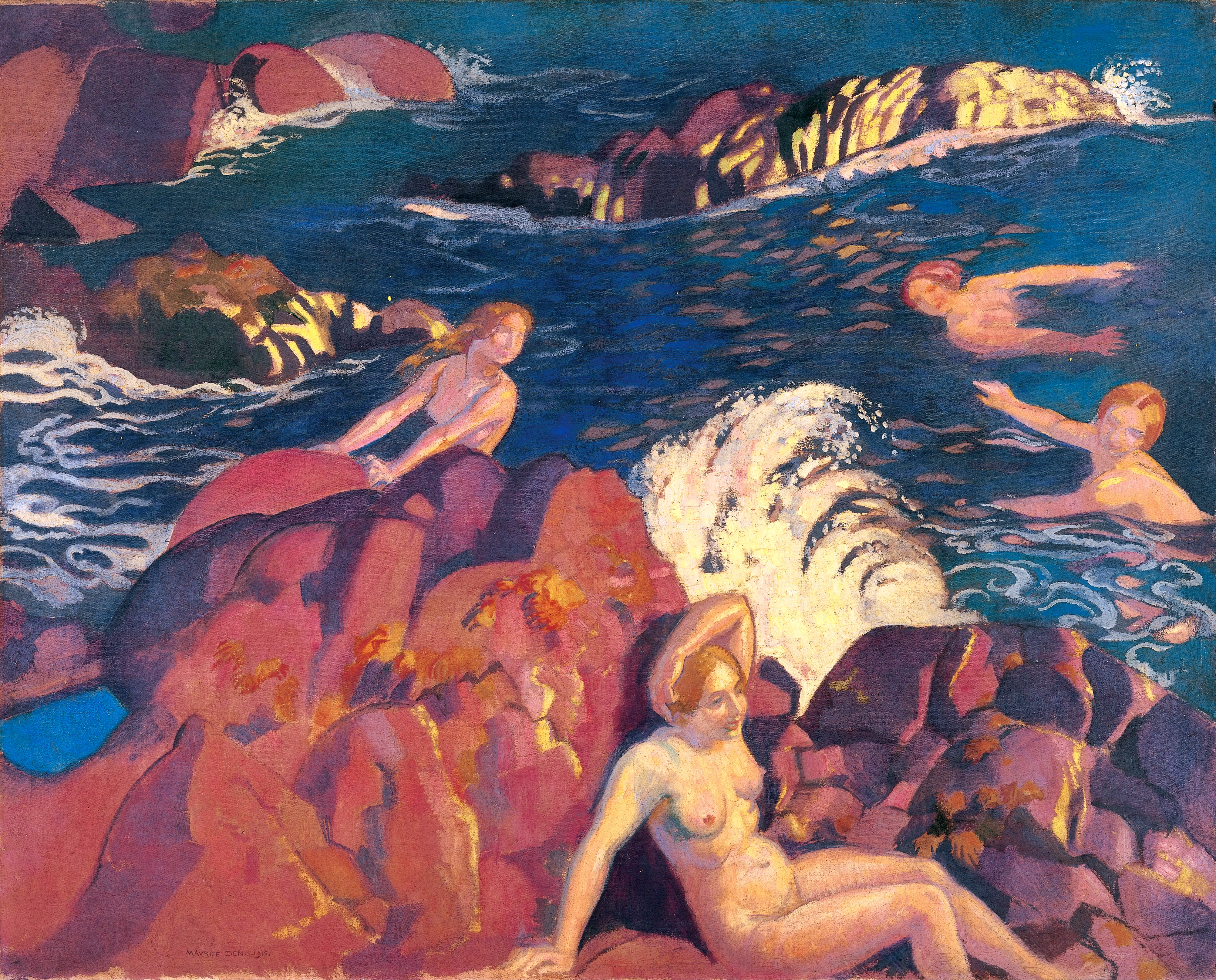
Onde (Maurice Denis, Muzeum Sztuki Ōhara, 1916)